# 東亞科技與社會研究國際期刊
《東亞科技與社會研究國際期刊》或譯《東亞科學、技術與社會：一個國際性的期刊》（East Asian Science, Technology, and Society: An International Journal ）簡稱EASTS，又中譯為《东亚科学、技术与社会：一份国际期刊》，是傅大為接受中華民國國科會委託編輯的國際期刊，已成為国际STS研究的主要刊物之一，鞏固東亞STS研究網絡。2007年試刊2期，自2008年起每季發行1期。
截至2010年EASTS除了台灣編輯部之外，還有日本、南韓、OEA（Outside East Asia）四個編輯部，有一位主編及四位副主編。

## 歷史
21世紀初，台灣的「科學、科技和社會」（STS）研究社群發展迅速，並已聯結韓國、日本與中國，形成東亞STS研究網絡。至2007年，由台灣、韓國、日本和中國輪流舉辦的「東亞STS國際會議」已達第七屆。2007年，為了鞏固東亞STS網絡，在國科會的支持下，台灣STS社群與南韓、日本、其他東亞還有歐美學者合作開創英文標題為East Asian Science, Technology, and Society: An International Journal的學術期刊，為一全英文季刊。
在2007年發刊由傅大為所著的第一篇文章〈東亞科技研究能走多遠？一篇定位的文章〉（"How Far Can East Asian STS Go? A Position
Paper"），作者提問了東亞科學、技術與社會研究究竟能走多遠，為期刊作定位。該文探索東亞科學、技術與社會研究的學術合理性（已有相關數個東亞國家學術社群成立）及正當性（東亞脈絡的獨特性及可能學術貢獻），更指出此領域可有的探索範疇及路徑（包括研究議題及方法等）。文內核心論點是，由於東亞各國共享後殖民的特殊歷史、地理及文化的「結構」，應對全然移植西方STS觀點研究東亞議題表達疑慮之外，更應該對對東亞STS研究議題的理論、選題及方法的建構等有明白的期許。

## 與《科技、醫療與社會》比較
2007年EASTS《東亞科學、技術與社會：一個國際性的期刊》籌備發刊時，《科技、醫療與社會》（2001年3月創刊）表示，「EASTS的出現，並不會擠壓到《科技、醫療與社會》的生存空間，反而凸顯了本刊的重要性。」《科技、醫療與社會》認為，EASTS為全英文、以整個東亞世界為焦點，而《科技、醫療與社會》為中英雙語期刊、以科技在台灣、中國包括港澳（華人文化圈）的議題為重，和EASTS形成「既互補又競爭」的關係。

## 东亚STS的独特性的爭論
當討任東亞科技與社會研究國際期刊主编傅大为，將创刊目标設定為建设「独特的」东亚STS，设定了东亚STS研究的特殊空间、研究对象及方法论，然而以安德森为首的后殖民学者对傅大为主張东亚STS独特性提出不同看法。